# José Pagador (Metropolitano)
La estación José Pagador será una estación del Metropolitano en la ciudad de Lima. Estará ubicada en la intersección del jirón José Pagador con la avenida Universitaria en el distrito de Comas.